# (871) Amneris
Pour les articles homonymes, voir Amneris.
(871) Amneris est un astéroïde de la ceinture principale.

## Description
(871) Amneris est un astéroïde de la ceinture principale découvert le 14 mai 1917 par l'astronome allemand Max Wolf à Heidelberg. Sa désignation provisoire était 1917 BY.
Il est nommé en l'honneur du personnage d'Amneris, de l'opéra Aida de Giuseppe Verdi (1813-1901).